# Linn Hansén
Linn Hansén, född 7 december 1983 i Göteborg, är en svensk poet och redaktör på kulturtidskriften Glänta. 
Linn Hansén debuterade 2008 med diktsamlingen Ta i trä, för vilken hon fick pris från Västsvenska författarsällskapet. Boken nominerades även till Katapultpriset. Linn Hansén är medlem i litteraturkollektiven Sharks och G=T=B=R=G och är en av arrangörerna bakom Göteborgs poesifestival. Hon var under åren 2010–12 aktiv i Gullspångsmodellen via G=T=B=R=G.[förklaring behövs]

## Priser och utmärkelser
- Västsvenska författarsällskapet Årets författare 2008